# Stöttwang
Stöttwang là một đô thị ở Ostallgäu bang Bayern thuộc nước Đức.